# قلات (طارم)
قلات یک روستا در ایران است که در دهستان دستجرده واقع شده‌است. قلات ۵۱۹ نفر جمعیت دارد.